# SINoALICE
SINoALICE est un jeu vidéo de rôle développé par Pokelabo pour Android et iOS. Le jeu est réalisé par Yoko Taro, mieux connu pour son travail dans les séries Nier et Drakengard. Le jeu est sorti au Japon par Square Enix en juin 2017 et dans le monde par Pokelabo en juillet 2020,,.

## Synopsis
Dans un monde appelé Bibliothèque rempli d'innombrables histoires, les personnages de chaque histoire souhaitent faire revivre leur auteur pour leur avenir souhaité. Pour ce faire, ils travaillent ensemble pour rassembler des inochi et combattre les cauchemars qui dévorent les histoires, sachant qu'ils devront inévitablement s'entre-tuer pour réaliser leur souhait.

## Développement
Le jeu devait initialement être publié par Nexon en dehors du Japon, mais a été retardé indéfiniment pour des raisons de localisation. L'édition du jeu a ensuite été confiée à Pokelabo. La bande originale du jeu a été composée par Keiichi Okabe, Keigo Hoashi et Shotaro Seo.

## Réception
Le jeu a reçu une note « mitigée ou moyenne » selon l'agrégateur de critiques Metacritic.

## Adaptation manga
Une adaptation manga, illustrée par himiko, a commencé sa sérialisation sur le service MangaUp! en 2019.